# Idaea sinuilinea
Idaea sinuilinea là một loài bướm đêm trong họ Geometridae.